# Krešimir Baranović
Krešimir Baranović (Šibenik, 25 de agosto de 1894-Belgrado, 17 de septiembre de 1975) fue un compositor y director de orquesta croata.

## Biografía
Estudió en la Universidad de Música y Arte Dramático de Viena. Dirigió los teatros de ópera de Zagreb (1915-1925) y Belgrado (1927-1929). Fue autor de óperas cómicas, como Nevjesta od Cetingrada (La novia de Cetingrad, 1942).
Compuso también música para teatro y cine, así como ballets: Licitarsko srce (Corazón encantado, 1924), Cvijece male Ide (La flor de la pequeña Ida, 1925), Kineska prica (Una fábula china, 1955).
Fue miembro de la Academia de las Artes y de las Ciencias de Serbia y de la Academia Croata de Ciencias y Artes.